# Mühlbach (Fahrenzhausen)
Der Fahrenzhausener Mühlbach entsteht als Ableitung oberhalb eines Wehres südlich von Fahrenzhausen.
Er teilt sich in Ortsmitte in einen zweiten Kanal, der wenig oberhalb des längeren Arms mündet und Schmidbach genannt wird.